# Karl von Saurau

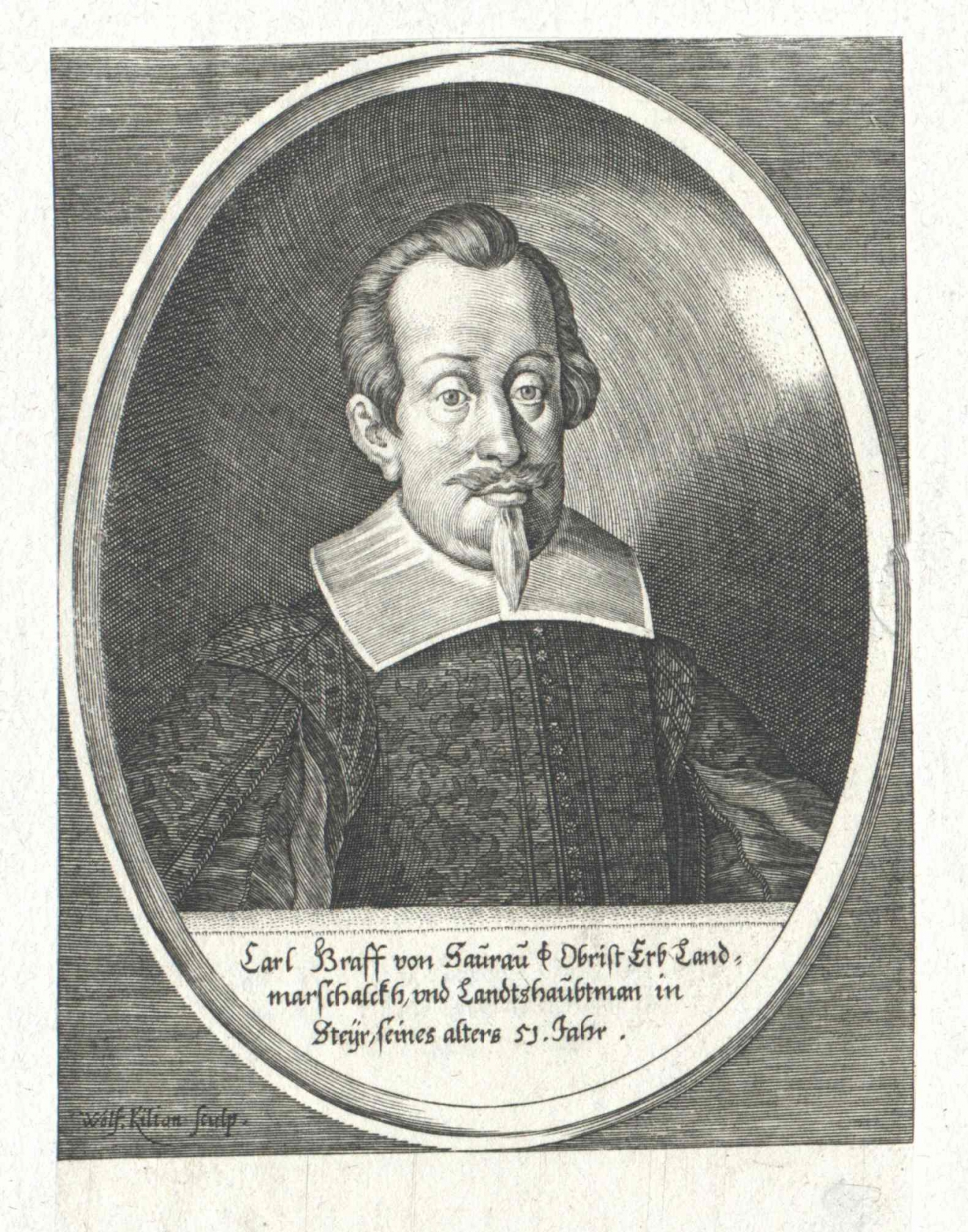
Karl von Saurau

Karl Graf von Saurau, Freiherr auf Ligist und Hornegg (* 1587; † 9. Juni 1648 in Graz) war Erbmarschall und von 1635 bis 1648 war Landeshauptmann der Steiermark. Er entstammte der Hornegg-Ligister Linie des Adelsgeschlechtes derer von Saurau.

## Leben

### Herkunft

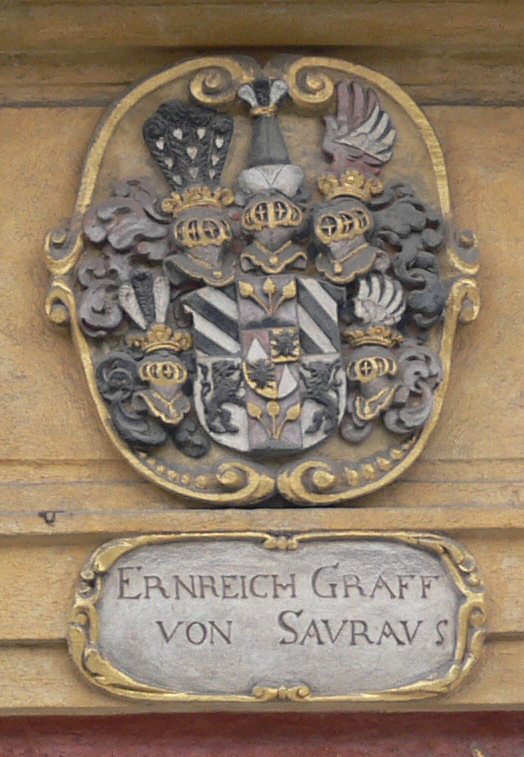
Wappen des Freiherrn Ehrenreich von Saurau († 1618)

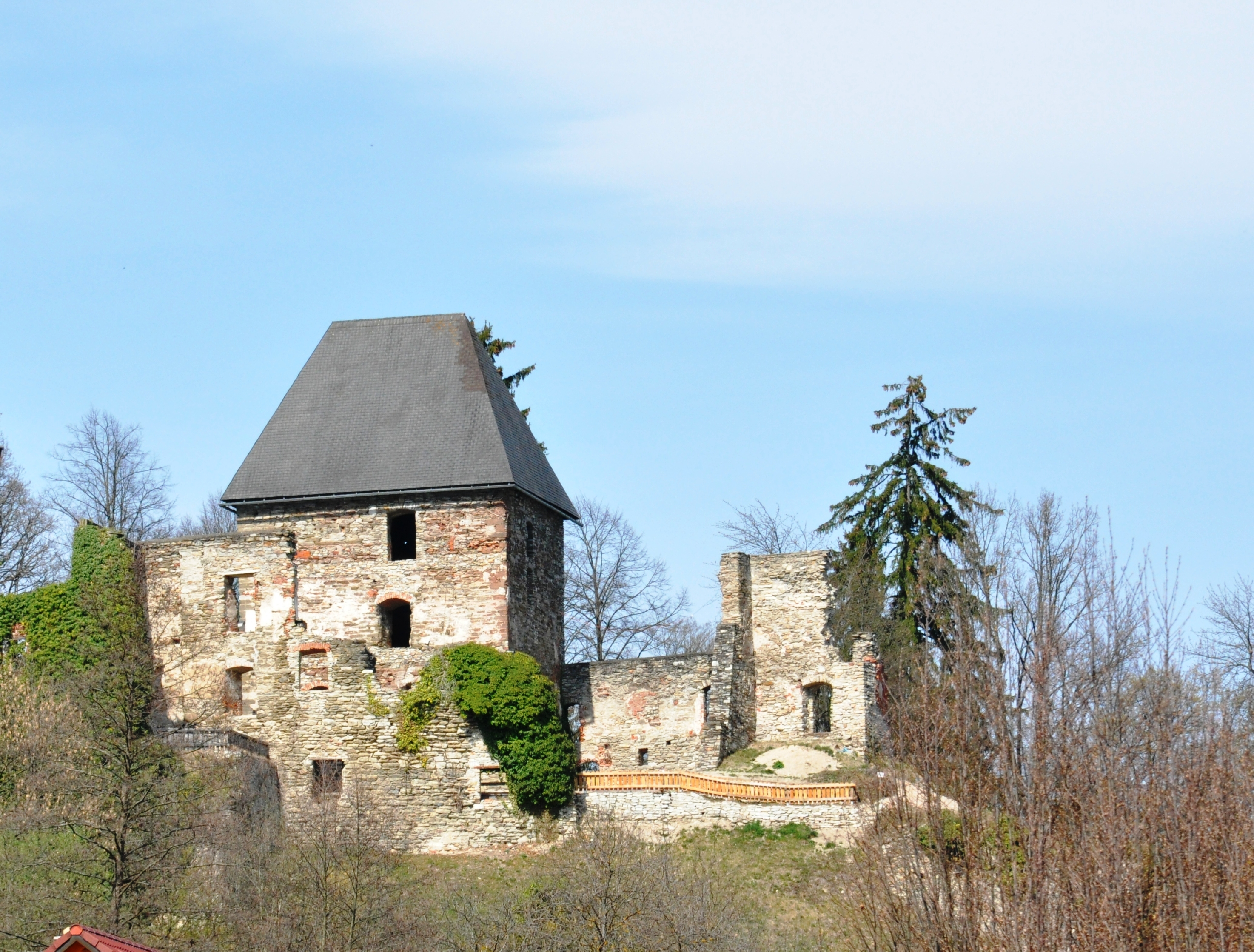
Burgruine Ligist

Die Ruine der einstigen Burg Saurau im oberen Murtal war seit dem 13. Jahrhundert Stammsitz der ritterlichen Familie. Karl wurde 1587 als Sohn von Wolf Freiherr von Saurau († 28. Oktober 1620) und der Elisabeth von Gera wahrscheinlich zu Ligist in der Weststeiermark geboren und in der evangelischen Augsburger Konfession erzogen. Wolf von Saurau war Erbe seines 1555 in den Freiherrnstand erhobenen Vaters Franz († 1585) als Herr auf Ligist und Hornegg, zudem war er seit 28. Februar 1619 kaiserlicher Obrist und Erblandmarschall des Herzogtums Steiermark, eines Ehrentitels der bereits über 100 Jahre Familie zugesagt war.

### Politischer Aufstieg und Ausbau der Hausmacht
Karls Eltern hatten sich auf Einfluss des Chefs der älteren Groß-Lobminger Linie, Gilg von Saurau († 24. Juli 1563) und dessen Nachfolger Erasmus von Saurau († 11. September 1592), dem neuen Glauben des Protestantismus angeschlossen. Karl wechselte nach dem Tod des Vaters 1620 rasch zum katholischen Glauben zurück, obwohl seine Gattin die Freifrau zu Teuffenbach eifrige Lutheranerin blieb. Seine Stellung als Mundschenk des bisherigen Gönners, des katholischen Erzherzog Ferdinand, der um diese Zeit zum Kaiser aufstieg, spielte dabei sicherlich eine entscheidende Rolle. In Folge wurde Karl einer der erfolgreichsten Herren von Saurau, sowohl in politischer als auch in wirtschaftlicher Hinsicht. Von 1619 bis 1628 verhandelte er erfolgreich mit den Töchtern des 1618 verstorbenen Ehrenreich von Saurau, weil sich dessen Erbe, Hans Wilhelm von Saurau, mit dem Besitz des Großlobminger Besitzes begnügte und Karl das Erbrecht für die Güter Laubegg und Premstätten abtrat. Am 26. April 1619 fielen damit diese Herrschaften an die Linie Ligist-Hornegg, welche dadurch zur Hauptlinie des Hauses avancierte. 
Am 22. März 1625 wurde Karl von Saurau durch Kaiser Ferdinand II. mit dem Amt des Erbmarschalls der Steiermark belehnt und 1628 in den Grafenstand erhoben. Nach dem Sieg der Gegenreformation in der Steiermark, erwarb er sich von seinen zur Emigration gezwungenen adeligen Standesgenossen manches Gut dazu, so dass er über zehn Herrschaften samt den dazugehörenden Einnahmen kam. Um 1630 kaufte der dem nach Finanzmittel suchenden Kaiser zusätzlich die Herrschaft Wolkenstein mit den Ämtern Irdning, Unterburg und Schladming ab. Am 4. Mai 1635 erfolgte die Ernennung des Grafen zum Landeshauptmann der Steiermark, ein Amt, das er bis zu seinem Tode innehatte. Mit seiner Gattin Susanna Catherina von Teuffenbach übersiedelte er nach Graz, wo er sich in der Sporgasse das Bürgershaus Windischgrätz gekauft hatte, das zum Palais Saurau umgebaut wurde.

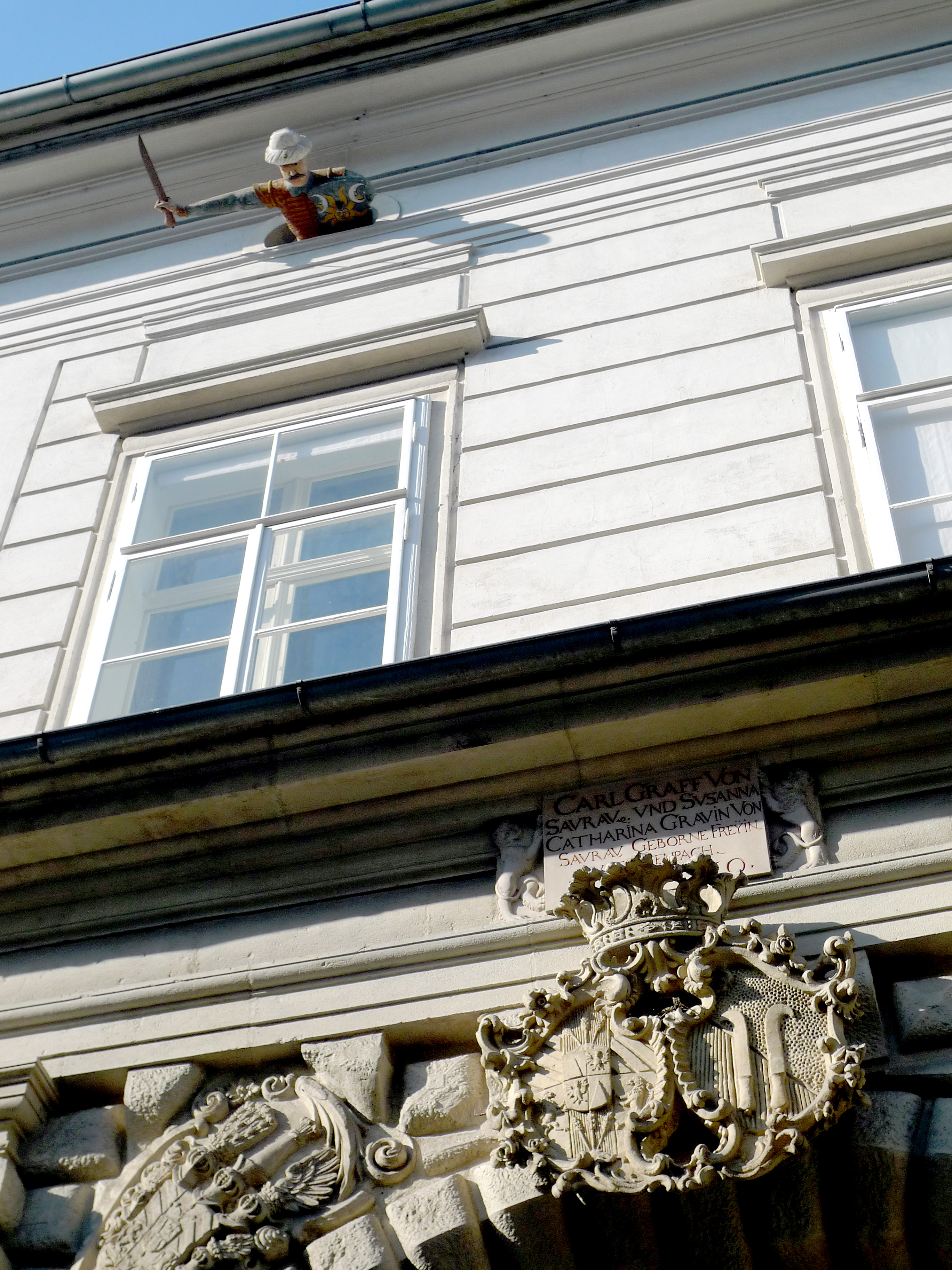
Wappen Saurau-Teuffenbach am Portal des Palais in der Grazer Sporgasse

### Lebensende
Im Jahr 1647 wurde Karl von Saurau, von Amts wegen für die Verfolgung von Hexen und Zauberer zuständig, selbst in einen derartigen Prozess involviert. Sein Verwandter der Graf Christoph Alban (1605–1656), erbloser Chef der Groß-Lobminger Linie der Saurau wurde denunziert. Die Anklage erfolgte wegen Ehebruchs, Zauberei und Blutschande durch die entfernten Verwandten Wolf Rudolf und Erasmus Wilhelm, welche sich Chancen auf dessen Güter erhofften. Auf Betreiben des zuständigen Landeshauptmanns wurde Christoph Alban verhaftet und am Grazer Schloßberg eingesperrt. Der Angeklagte wurde zum Tode verurteilt, aber vom Kaiser zu lebenslanger Haft begnadigt. Bis zu seinem Tode seine Unschuld beteuernd, starb Graf Christoph Alban am 23. Juli 1656 im Kerker. 
Der amtierende Landeshauptmann Karl verstarb während des Prozesses am 9. Juni 1648, die Beisetzung erfolgte am 15. Juni, als Nachfolger im Amt wählten die steirischen Stände den Reichsgrafen Johann Maximilian I. von Herberstein (1601–1679). Nach dem 1642 aufgesetzten Testament des Vaters wurden die ältesten Söhne die Universalerben der Landesgüter, welche in einem Erbteilungsvertrag zu Graz vom 9. August 1659 aufgeteilt wurden.

## Familie
Aus seiner am 29. Juni 1615 geschlossenen Ehe mit Susanna Catharina Freiin zu Teuffenbach und Maßweg († 24. November 1647) entstanden acht Kinder, von denen der älteste Sohn die ältere steirische Hauptlinie fortführte, während der Jüngste die jüngere österreichische Linie begründete. 
- Wolf Rudolph († 24. April 1664), Chef der steierischen Hauptlinie
- Georg Christian von Saurau († 1. November 1686), steirischer Landeshauptmann 1680–1686
- Julius Ernst
- Siegmund Friedrich
- Katharina Elisabeth
- Maria Barbara
- Magdalena
- Barbara